# Пейнтсил, Джон
Джон Пе́йнтсил (англ. John Paintsil; 15 июня 1981, Берекам) — ганский футболист, правый защитник.

## Карьера

### Клубы
До 2002 года выступал на родине, после чего отправился в «Маккаби» из Тель-Авива, где выступал 2 сезона, а затем ещё 2 сезона отыграл за тель-авивский «Хапоэль». В 2006 году Джон перешёл в английский «Вест Хэм Юнайтед», а в 2008 году — в «Фулхэм». В 2011 году перешёл в «Лестер Сити».

### Сборная
В 2001 году в составе молодёжной сборной стал вице-чемпионом мира в Аргентине (поражение в финале от хозяев).
В составе сборной Ганы участник чемпионатов мира 2006 и 2010 годов и Кубков африканских наций 2002, 2006 и 2008 годов. В 2008 году стал бронзовым призёром КАФ. В 2004 году участвовал в Олимпийских играх в Афинах.

## Интересные факты
После мячей сборной Ганы в ворота чехов на чемпионате мира 2006 года в Германии (2:0) Пейнтсил размахивал небольшим израильским флагом, который доставал из гетры, что повторил и после финального свистка. Это вызвало ряд протестов как в Гане, так и в арабском мире. Ганская федерация опубликовала заявление с извинениями, что данный жест никак не связан с поддержкой тех или иных политических сил, заявив, что Пейнтсил «был наивен» (англ. He was naive), а его поступок был вызван желанием отблагодарить израильских болельщиков, поддерживавших его на чемпионате мира (Джон к тому времени уже 4 сезона выступал в Израиле).
Израильский министр спорта Офир Пинес-Пас одобрил поступок Пейнтсила и заявил, что это «согрело сердца» израильтян, а у Ганы появилось много болельщиков в Израиле.
В сезоне 2010/11 в составе «Фулхэма» Джон забил 3 автогола.